# NGC 3957
NGC 3957 est une galaxie lenticulaire vue par la tranche et située dans la constellation de la Coupe. NGC 3957 a été découverte par l'astronome germano-britannique William Herschel en 1785. Cette galaxie a aussi été observée par l'astronome américain Lewis Swift le 20 février 1898 et elle a été inscrite à l'Index Catalogue sous la cote IC 2965.

## Caractéristiques
Sa vitesse par rapport au fond diffus cosmologique est de 1 993 ± 31 km/s, ce qui correspond à une distance de Hubble de 29,40 ± 2,11 Mpc (∼95,9 millions d'al).
À ce jour, cinq mesures non basées sur le décalage vers le rouge (redshift) donnent une distance de 22,820 ± 8,145 Mpc (∼74,4 millions d'al), ce qui est à l'intérieur des valeurs de la distance de Hubble. Puisque cette galaxie est relativement rapprochée du Groupe local, il est probable que cette valeur soit plus près de la distance réelle de NGC 3957. Notons que c'est avec la valeur moyenne des mesures indépendantes, lorsqu'elles existent, que la base de données NASA/IPAC calcule le diamètre d'une galaxie.

## Groupe de NGC 4038
Selon A.M. Garcia, la galaxie NGC 3957 fait partie d'un groupe de galaxies qui compte au moins 27 membres, le groupe de NGC 4038. Les autres membres du New General Catalogue du groupe sont NGC 3955, NGC 3956, NGC 3981, NGC 4024, NGC 4027, NGC 4033, NGC 4035, les galaxies des Antennes (NGC 4038 et NGC 4039) ainsi que NGC 4050.

## Superamas de la Vierge
Le groupe de NGC 4038 fait partie du superamas de la Vierge aussi appelé le Superamas local,.